# Bóng đá tại Đại hội Thể thao Đông Nam Á 1985
Môn bóng đá tại Đại hội Thể thao Đông Nam Á 1985 diễn ra từ ngày 8 đến ngày 18 tháng 12 năm 1985 tại Băng Cốc, Thái Lan. Đây là lần đầu tiên bóng đá nữ được đưa vào chương trình thi đấu của một kỳ SEA Games. 
Thái Lan đã giành được huy chương vàng ở cả hai nội dung của nam và nữ, trong đó đội tuyển nữ Thái Lan đã giành tấm huy chương vàng bóng đá nữ SEA Games đầu tiên.

## Lịch thi đấu
Dưới đây là lịch thi đấu cho môn bóng đá.
| G | Vòng bảng | ½ | Bán kết | B | Tranh huy chương đồng | F | Chung kết |

| Nội dung | CN 8 | T2 9 | T3 10 | T4 11 | T5 12 | T6 13 | T7 14 | CN 15 | T2 16 | T3 17 | T4 18 |
| -------- | ---- | ---- | ----- | ----- | ----- | ----- | ----- | ----- | ----- | ----- | ----- |
| Nam      | G    | G    | G     | G     | G     | G     |       | ½     | B     |       | F     |
| Nữ       |      | G    |       | G     |       | G     |       |       |       |       |       |

## Địa điểm
Tất cả các trận đấu của môn bóng đá được tổ chức tại sân vận động Suphachalasai (sân vận động Quốc gia) ở Băng Cốc.
| Băng Cốc                   |
| -------------------------- |
| Sân vận động Suphachalasai |
| Sức chứa: 30.000           |
|                            |

## Các quốc gia tham dự
| Quốc gia              | Nam | Nữ  |
| --------------------- | --- | --- |
| Miến Điện             | No  | No  |
| Brunei                | Yes | No  |
| Campuchia             | No  | No  |
| Indonesia             | Yes | No  |
| Malaysia              | Yes | No  |
| Philippines           | Yes | Yes |
| Singapore             | Yes | Yes |
| Thái Lan              | Yes | Yes |
| Tổng cộng: 8 quốc gia | 6   | 3   |

## Giải đấu nam

### Vòng bảng
Sáu đội tuyển được chia thành hai bảng thi đấu vòng tròn một lượt. Mỗi bảng chọn hai đội đứng đầu vào bán kết.

#### Bảng A
| VT | Đội       | ST | T | H | B | BT | BB | HS | Đ | Giành quyền tham dự     |
| -- | --------- | -- | - | - | - | -- | -- | -- | - | ----------------------- |
| 1  | Singapore | 2  | 2 | 0 | 0 | 4  | 0  | +4 | 4 | Vòng đấu loại trực tiếp |
| 2  | Indonesia | 2  | 0 | 1 | 1 | 1  | 2  | −1 | 1 | Vòng đấu loại trực tiếp |
| 3  | Brunei    | 2  | 0 | 1 | 1 | 1  | 4  | −3 | 1 |                         |

| Indonesia | 0–1 | Singapore            |
| --------- | --- | -------------------- |
|           |     | V. Sundramoorthy 54' |

| Brunei | 1–1 | Indonesia |
| ------ | --- | --------- |
|        |     |           |

| Singapore                             | 3–0 | Brunei |
| ------------------------------------- | --- | ------ |
| D. Tokijan 25' · Fandi Ahmad 50', 75' |     |        |

#### Bảng B
| VT | Đội          | ST | T | H | B | BT | BB | HS  | Đ | Giành quyền tham dự     |
| -- | ------------ | -- | - | - | - | -- | -- | --- | - | ----------------------- |
| 1  | Thái Lan (H) | 2  | 1 | 1 | 0 | 8  | 1  | +7  | 3 | Vòng đấu loại trực tiếp |
| 2  | Malaysia     | 2  | 1 | 1 | 0 | 7  | 1  | +6  | 3 | Vòng đấu loại trực tiếp |
| 3  | Philippines  | 2  | 0 | 0 | 2 | 0  | 13 | −13 | 0 |                         |

| Thái Lan   | 1–1 | Malaysia   |
| ---------- | --- | ---------- |
| Pue-on 27' |     | Salleh 76' |

| Malaysia                                                                                        | 6–0 | Philippines |
| ----------------------------------------------------------------------------------------------- | --- | ----------- |
| Hassan 20', 44' · Wong Hung Nung 53' · Saidin Osman 62' · Lim Teong Kim 84' · Dollah Salleh 86' |     |             |

| Thái Lan | 7–0 | Philippines |
| -------- | --- | ----------- |
|          |     |             |

### Vòng đấu loại trực tiếp

#### Sơ đồ
|  | Bán kết                | Bán kết  |                            |   | Trận tranh huy chương vàng | Trận tranh huy chương vàng |
|  |                        |          |                            |   |                            |                            |
|  | 15 tháng 12 – Băng Cốc |          |                            |   |                            |                            |
|  |                        |          |                            |   |                            |                            |
|  | Singapore (p)          | 2 (6)    |                            |   |                            |                            |
|  | Singapore (p)          | 2 (6)    | 18 tháng 12 – Băng Cốc     |   |                            |                            |
|  | Malaysia               | 2 (5)    |                            |   |                            |                            |
|  | Malaysia               | 2 (5)    | Singapore                  | 0 |                            |                            |
|  | 15 tháng 12 – Băng Cốc |          | Singapore                  | 0 |                            |                            |
|  |                        | Thái Lan | 2                          |   |                            |                            |
|  | Thái Lan               | Thái Lan | 2                          | 7 |                            |                            |
|  | Thái Lan               |          |                            | 7 |                            |                            |
|  | Indonesia              | 0        |                            |   |                            |                            |
|  | Indonesia              | 0        | Trận tranh huy chương đồng |   |                            |                            |
|  |                        |          |                            |   |                            |                            |
|  | 16 tháng 12 – Băng Cốc |          |                            |   |                            |                            |
|  |                        |          |                            |   |                            |                            |
|  | Malaysia               | 1        |                            |   |                            |                            |
|  | Malaysia               | 1        |                            |   |                            |                            |
|  | Indonesia              | 0        |                            |   |                            |                            |

#### Các trận đấu

##### Bán kết
| Singapore                                                           | 2–2 (s.h.p.) | Malaysia                                                         |
| ------------------------------------------------------------------- | ------------ | ---------------------------------------------------------------- |
| Ahmad 57', 74'                                                      |              | Hassan 48' · Khan Hung Meng 89'                                  |
| Loạt sút luân lưu                                                   |              |                                                                  |
| Sundramoorthy · Hosni · Saad · Pathmanathan · Moin · Leong Kok Fann | 6–5          | Salleh · Nasir Yusoff · Hassan · Khan Hung Meng · Ahmad · Mahmud |

| Thái Lan                                                                | 7–0 | Indonesia |
| ----------------------------------------------------------------------- | --- | --------- |
| Pankhaw 15' · Kongsri 21', 30', 80' · Chaikitti 27' · Piyapong 62', 87' |     |           |

##### Tranh huy chương đồng
| Malaysia          | 1–0 | Indonesia |
| ----------------- | --- | --------- |
| Lim Teong Kim 67' |     |           |

##### Tranh huy chương vàng
| Thái Lan           | 2–0 | Singapore |
| ------------------ | --- | --------- |
| Sa-ngapol 56', 87' |     |           |

### Huy chương vàng
| Bóng đá nam Đại hội Thể thao Đông Nam Á 1985 |
| -------------------------------------------- |
| · Thái Lan · Lần thứ 5                       |

### Bảng xếp hạng chung cuộc
| VT | Đội          | ST | T | H | B | BT | BB | HS  | Đ | Kết quả cuối cùng   |
| -- | ------------ | -- | - | - | - | -- | -- | --- | - | ------------------- |
| 1  | Thái Lan (H) | 4  | 3 | 1 | 0 | 17 | 1  | +16 | 7 | Huy chương vàng     |
| 2  | Singapore    | 4  | 2 | 1 | 1 | 6  | 4  | +2  | 5 | Huy chương bạc      |
| 3  | Malaysia     | 4  | 2 | 2 | 0 | 10 | 3  | +7  | 6 | Huy chương đồng     |
| 4  | Indonesia    | 4  | 0 | 1 | 3 | 1  | 10 | −9  | 1 | Hạng tư             |
|    |              |    |   |   |   |    |    |     |   |                     |
| 5  | Brunei       | 2  | 0 | 1 | 1 | 1  | 4  | −3  | 1 | Bị loại ở vòng bảng |
| 6  | Philippines  | 2  | 0 | 0 | 2 | 0  | 13 | −13 | 0 | Bị loại ở vòng bảng |

## Giải đấu nữ

### Các trận đấu
| VT | Đội          | ST | T | H | B | BT | BB | HS  | Đ | Kết quả cuối cùng |
| -- | ------------ | -- | - | - | - | -- | -- | --- | - | ----------------- |
| 1  | Thái Lan (H) | 2  | 2 | 0 | 0 | 10 | 0  | +10 | 4 | Huy chương vàng   |
| 2  | Singapore    | 2  | 1 | 0 | 1 | 2  | 6  | −4  | 2 | Huy chương bạc    |
| 3  | Philippines  | 2  | 0 | 0 | 2 | 0  | 6  | −6  | 0 | Huy chương đồng   |

| Thái Lan | 4–0 | Philippines |
| -------- | --- | ----------- |
|          |     |             |

| Singapore | 2–0 | Philippines |
| --------- | --- | ----------- |
|           |     |             |

| Thái Lan | 6–0 | Singapore |
| -------- | --- | --------- |
|          |     |           |

### Nhà vô địch
| Bóng đá nữ Đại hội Thể thao Đông Nam Á 1985 |
| ------------------------------------------- |
| · Thái Lan · Lần đầu tiên                   |

## Tóm tắt huy chương

### Bảng huy chương
| Hạng               | Đoàn               | Vàng | Bạc | Đồng | Tổng số |
| ------------------ | ------------------ | ---- | --- | ---- | ------- |
| 1                  | Thái Lan (THA)     | 2    | 0   | 0    | 2       |
| 2                  | Singapore (SGP)    | 0    | 2   | 0    | 2       |
| 3                  | Malaysia (MAS)     | 0    | 0   | 1    | 1       |
| 3                  | Philippines (PHI)  | 0    | 0   | 1    | 1       |
| Tổng số (4 đơn vị) | Tổng số (4 đơn vị) | 2    | 2   | 2    | 6       |

### Danh sách huy chương
| Nội dung | Vàng | Bạc | Đồng |
| -------- | --- | --- | --- |
| Nam      | Thái Lan (THA) · Narasak Boonkleang · Navy Sukying · Sutin Chaikitti · Thaweerak Sitthipoolthong · Pairat Ratanathalerngsak · Suravut Laohakanchanasiri · Witthaya Hloagune · Amnart Chalermchavalit · Chalermwoot Sa-Ngapol · Sompong Wattana · Verapong Pengree · Vorawan Chitavanich · Pichai Kongsri · Chalor Hongkajohn · Prateep Phankaw · Pichitphon Uthaikul · Piyapong Pue-on | Singapore (SGP) · David Lee · Yakob Hashim · Terry Pathmanathan · Razali Saad · Ishak Saad · Marzuki Elias · Manap Hamat · Norhalis Shafik · Sudiat Dali · Malek Awab · D. Tokijan · Hashim Hosni · Leong Kok Fann · Ahmad Paijan · Salim Moin · V. Sundramoorthy · Fandi Ahmad | Malaysia (MAS) · Raimi Jamil · Ahmad Sabri Ismail · Khan Hung Meng · K. Gunasegaran · Lim Teong Kim · Razip Ismail · Kamaruddin Ahmad · Kamarulzaman Yusof · Wong Hung Nung · Ahmad Yusof · Serbegeth Singh · Nasir Yusof · Salim Mahmud · Fadzil Ismail · Dollah Salleh · Saidin Osman · Ibrahim Saad · Zainal Abidin Hassan |
| Nữ       | Thái Lan (THA) · | Singapore (SGP) · | Philippines (PHI) · |